# Murman (televizní a rozhlasová stanice)
Státní televizní a rozhlasová společnost Murman (rusky: ГТРК «Мурман») je krajská pobočka Všeruské státní televizní a rozhlasové společnosti. Nachází se v Murmanské oblasti. Je hlavním sdělovacím prostředkem v tomto kraji.

## Struktura
- Televizní kanál Rossija 1 a společnost „Murman“
- Rozhlas Ruska a společnost „Murman“
- Rádio „Maják“ v Murmanské oblasti

V roce 1969 byly vytvořeny dvě městské redakce rozhlasu “Murman”: jedna v Severomorsku a druhá v Apatitech.